# Gouais blanc

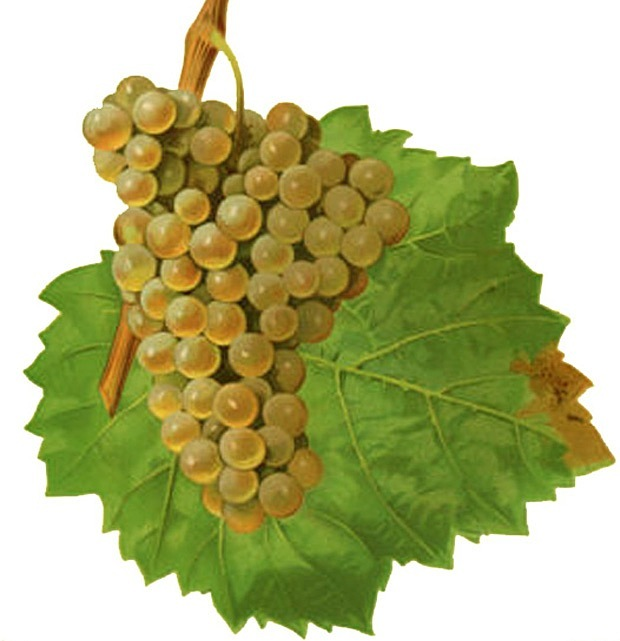
Racimo de gouais blanc en la obra de Viala y Vermorel (donde aparece como gouget blanc).

La gouais blanc es una uva blanca poco cultivada en la actualidad. No obstante, es relevante como ancestro de muchas uvas tradicionales francesas y alemanas. El nombre "gouais" deriva del francés antiguo "gou", un término coloquial empleado por los campesinos. En alemán es conocida como heunisch weiss, ya que es una de las pocas uvas hunas.

## Historia

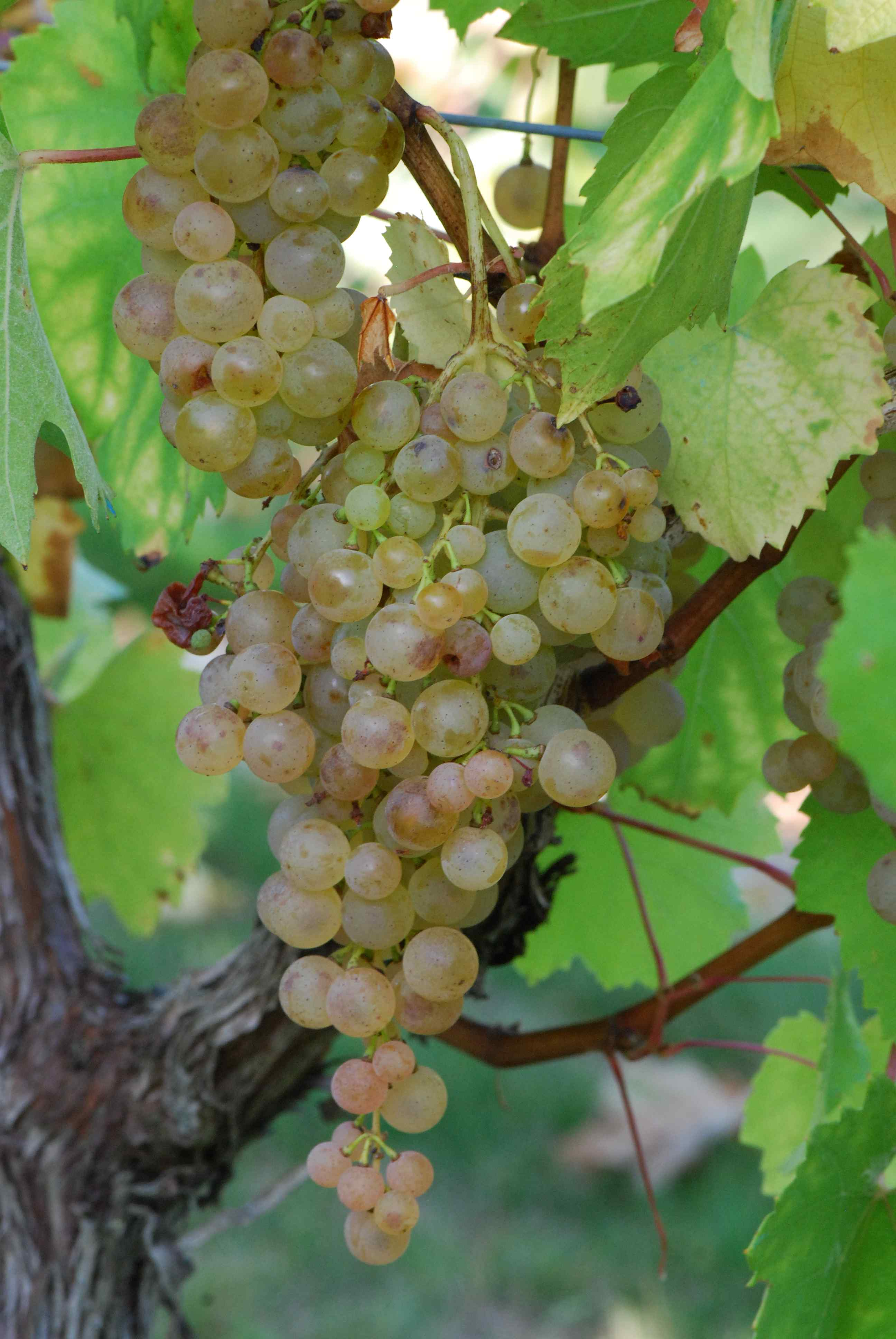
Racimo de gouais blanc en el Conservatorio del Viñedo Charentés, Cherves.

La gouais es conocida por haber sido plantada ampliamente en el centro y el noreste de Francia en la Edad Media. En esa época, era usada para producir vinos blancos simples y ácidos. Se usaba para los peores terrenos, que no eran aptos para plantar variedades más valoradas, como pinot noir o pinot gris. La gouais blanc era una uva de los campesinos y no de la nobleza.
Su historia antes de la Edad Media no se sabe con certeza, aunque es sujeto de muchas conjeturas, al igual que ha ocurrido con otras variedades de uvas a lo largo de la historia. Se ha propuesto que esta variedad hubiese sido llevada a la Galia por el emperador romano Marco Aurelio Probo, que era de Panonia y que derogó el decreto de Domiciano que prohibía la viticultura al norte de los Alpes. Otra hipótesis dice que se originó en Croacia (o Panonia). El Vitis International Variety Catalogue, en la actualidad (2016), no indica el país de origen de la variedad, aunque puede interpretarse que se originó en algún lugar de Centroeuropa.
La gouais blanc también fue cultivada en el Jura, pero la filoxera provocó la práctica desaparición de la variedad en Francia, aunque en la actualidad quedan ejemplares en el Instituto Nacional de Investigación Agronómica en Domaine de Vassal, Montpellier.
El análisis de ADN realizado en la Universidad de California en Davis a finales de la década de 1990,  identificaron a la gouais blanc como el ancestro de un gran número de cepas clásicas europeas. Se contradecía así la clasificación en el mundo germano parlante de las cepas en hunas y francas. La gouais, considerada como una uva huna prototípica, era en realidad madre de variedades francas nobles.

## Cruces y parentesco con otras uvas
Al haber sido cultivada ampliamente cerca de la pinot, ambas variedades han tenido muchas oportunidades para crucarse. A pesar de sus orígenes distantes, estos cruces muestran un vigor híbrido y han sido ampliamente propagadas. Esta combinación única de caracaterísticas ha hecho que la gouais blanc sea ascendiente de muchas variedades conocidas, como la chardonnay.
Los análisis de ADN de la Universidad de California en Davis han identificado también a la gouais blanc como ancestro de las variedades aligoté, aubin vert, auxerrois blanc, bachet noir, beaunoir, blaufränkisch, franc noir de la-Haute-Saône, gamay blanc gloriod, gamay noir, melón, knipperlé, peurion, roublot y sacy.
La dameron es otro resultado de estos cruces con pinot. Un cruce de gouais blanc con pinot meunier o pinot tenturier produjo la variedad romorantin.
Mediante cruces entre la gouais blanc y la traminer se produjeron las variedades petit meslier, aubin blanc, riesling y elbing. 
Mediante cruces entre la gouais blanc y la chenin blanc se produjeron las variedades colombard, balzac blanc y meslier saint françois. Mediante un cruce con la uva bastardo se produjo la uva genouillet.
A pesar de que un sinónimo de la gouais blanc es enfarine blanc, la uva del Jura enfarine noir, que también es conocida como gouais noir, no es una mutación de color de la gouais blanc.
Uno de los sinónimos de gouais blanc es gouget blanc y los análisis de ADN han sugierido que la uva gouget noir, de Allier, podría ser pariente de la gouais blanc.

## Regiones
Como se ha mencionado, la gouais blanc ha sobrevivido en muchas regiones como una curiosidad de museo. Desde la Edad Media ha habido intentos regulares de prohibir a los campesinos plantar esta variedad en Francia, lo que probablemente se hacía por la calidad habitual de su vino. No obstante, la gouais blanc ha continuado siendo cultivada y comercializada en algunos viñedos de Suiza y, en los últimos años, unos pocos productores interesados históricamente en este vino han empezado a plantarla en pequeñas cantidades. La gouais blanc ha sido cultivada por Chambers Rosewood Winery desde hace unos 100 años en Rutherglen, Australia.

## Sinónimos
La gouais blanc también es conocida con los siguientes nombres: absenger, bauernweinbeer, bauernweinbeere weiss, bauernweintraube, debela, drobna, best's n°4, blanc de serres, boarde, bogatyur, bon blanc, bordenauer, borzenauer, bouillan, bouillaud, bouilleaud, bouillen, bouillenc, bourgeois, bourguignon, branestraube, branne, burgegger weiss, burger, cagnas, cagnou, champagner langstielig, colle, coulis, dickweisser, dickwiss, enfarine blanc, esslinger, figuier, foirard blanc, frankenthaler, gau, gauche blanc, geuche blanc, goe, goet, gohet, goi, goin, goix, got, gouai, gouais jaune, gouais long, gouais rond, gouas, gouaulx, gouay, gouche, gouche blanche, goue, gouest, gouest sauge, gouet blanc, gouette, gouge, gouget blanc, gouillaud, gouis de mardeuil, gousse, grauhuensch, grobe, grobes, grobheunisch, grobweine, grobweisse, gros blanc, grünling, guay jaune, gueche blanc, guest salviatum, gueuche blanc, guillan, guinlan, guy, guy blanc, gwaess, harthuensch, hartuensch, heinisch, heinish, heinsch, heinschen weiss, hennische weiss, hensch, heunisch blanc, heunisch weisser, heunischtraube, heunish weiss, heunsch, heunscher, heunschler, heunschlir, hinschen, hinschene, hintsch, huensch, huenschene, huentsch, hunnentraube, hunsch, hunschrebe, huntsch, hyntsch, issal, issol, kleinbeer, kleinberger, laxiertraube, lombard blanc, luxiertraube, mehlweisse, mehlweisse gruen, mendic, moreau blanc, mouillet, nargouet, pendrillart blanc, petit gouge, pichons, plant de sechex, plant madame, plant seche, president, regalaboue, riesling grob, rous hette, roussaou blanc, rudeca saboule boey, sadoule boey, sadoulo bouyer, seestock grob, tejer szozeloe, thalburger, trompe bouvier, trompe valet, verdet, verdin blanc, vionnier, weisse traube, weisser heunisch, weissgrobe, weissheinsch, weissstock, weisstock, wippacher y zoeld hajnos.